# Zaín (La Coruña)
Zaín es un lugar español situado en la parroquia de Rodieiros, del municipio de Boimorto, en la provincia de La Coruña, Galicia.

## Demografía
| Gráfica de evolución demográfica de Zaín entre 2000 y 2018 |
|                                                            |
| Datos según el nomenclátor publicado por el INE.           |